# Welthospiztag
Der Welt Hospiz- und Palliative Care-Tag (kurz Welthospiztag)  ist ein internationaler Gedenk- und Aktionstag, welcher jährlich am zweiten Samstag im Oktober begangen wird.
Der Welthospiztag wurde 2005 erstmals durch die Worldwide Hospice Palliative Care Alliance (WHPCA) initiiert. Die nationalen Hospiz- und Palliativ-Organisationen veranstalten dazu Aktionen und werden international durch die Weltgesundheitsorganisation (WHO) unterstützt.
Der Tag soll dazu dienen, auf oft tabuisierte Themen wie Tod, Sterben und Trauer aufmerksam zu machen und diese gesellschaftlich zu verankern. Außerdem soll an die professionelle sowie ehrenamtliche Hospizarbeit erinnert werden, um die Unterstützung für diese Arbeit in der Gesellschaft zu erhöhen.

Dazu finden verschiedene Aktionen von lokalen Einrichtungen und Trägern statt. Da auch der Deutsche Hospiztag am 14. Oktober stattfindet, werden viele Aktionen für die beiden Tage in Deutschland miteinander verbunden.